# مرسيدس-بنز 600
مرسيدس بنز 500 (بالإنجليزية: Mercedes-Benz 600) هي سيارة من صناعة مرسيدس بنز أنتجت في 1963.